# Flora Lake
Der Flora Lake ist ein See im Sx̱ótsaqel/Chilliwack Lake Park im Südwesten der kanadischen Provinz British Columbia, unweit der Grenze zu den Vereinigten Staaten, im Fraser Valley Regional District. Der See befindet sich nordöstlich des Chilliwack Lake und östlich vom 1953 m hohen Flora Peak. Der Abfluss aus dem Flora Lake erfolgt über den Flora Creek, der in den Post Creek mündet.
Der See ist über den Flora Lake Trail oder über den Flora Lake Connector Trail vom Lindeman/Greendrop Trail erreichbar.
Ende der 1970er Jahre setzte die Parkverwaltung BC Parks im Flora Lake Regenbogenforellen aus. Mittlerweile findet sich hier auch die anadrome Wanderform, die Steelheadforelle.